# ÞÞÞÞÞÞÞÞÞÞÞ
ÞÞÞÞÞÞÞÞÞÞÞ è il quinto album in studio della one man band Arckanum, pubblicato il 2009 dalla Debemur Morti Productions.

## Tracce
1. Þórhati - 3:59
2. Þann svartís - 4:06
3. Þyrpas ulfar - 5:36
4. Þursvitnir - 5:49
5. Þyrstr - 1:33
6. Þjóbaugvittr - 4:45
7. Þjazagaldr - 4:54
8. Þá kómu Niflstormum - 7:47
9. Þrúðkyn - 4:29
10. Þríandi - 4:16
11. Þyteitr - 2:47

## Formazione
- Shamaatae - voce, tutti gli strumenti